# 檀嘯
檀嘯（だん しょう、檀啸、タン・シャオ、1993年3月10日 - ）は中華人民共和国の囲碁棋士。吉林省長春市出身、中国囲棋協会所属、聶衛平九段門下、九段。名人戦優勝、春蘭杯世界囲碁選手権戦優勝など。

## 経歴
5歳で囲碁を学び、東光、李智、姜凱などの師に学ぶ。2001年に天津市の呉肇毅囲碁道場に入り、2003年に北京市の聶衛平囲碁道場に移って聶衛平の弟子となる。 2004年入段、全国少年選手権大会男子児童組1位。2005年二段、貴州衛視チームで甲級リーグ出場。2007年、リコー杯新秀戦ベスト4、三段、四段。2008年富士通杯U15少年囲棋戦3位。2009年天元戦ベスト8、新人王戦ベスト4、五段。
2011年、BCカード杯で孔傑らを破ってベスト16進出。同年リコー杯囲棋戦に優勝し初タイトル獲得、続いて全国囲棋個人戦、棋王戦にも優勝、農心辛ラーメン杯で4人抜き。2012年江維傑を破って名人戦優勝し、七段昇段。
2017年八段。同年第11期春蘭杯世界囲碁選手権戦決勝で朴永訓九段を2-1で破り、世界戦初優勝。これにより九段昇段。また2017年に女流囲碁棋士の賈罡璐二段と結婚。2023年衢州爛柯杯世界囲碁オープン戦でベスト4。
中国棋士ランキングでは2010年23位、2011年同率1位。甲級リーグでは2011年に安徽省チームで主将勝数2位（13勝）、2014年に湖北省チームで主将最多勝（13勝）、その後重慶、浙江省チームなどに所属。

### タイトル歴
- 春蘭杯世界囲碁選手権戦 2017年
- リコー杯囲棋戦 2011年
- 全国囲棋個人戦 2011年
- 威孚房開杯棋王戦 2011年
- 名人戦 2012年
- 倡棋杯中国プロ囲棋選手権戦 2017年
- 衢州・爛柯杯中国囲棋冠軍戦 2018年

### その他の棋歴
国際棋戦
- 衢州爛柯杯世界囲碁オープン戦 2023年ベスト4
- 応昌期杯世界プロ囲碁選手権戦 2012年ベスト8（○王元均、○崔哲瀚、×范廷鈺）
- 三星火災杯世界囲碁マスターズ 2016年ベスト8、2022年ベスト16、2023年ベスト16
- Mlily夢百合杯世界囲碁オープン戦 2023年ベスト8
- BCカード杯世界囲碁選手権 2011年ベスト16（○孔傑、○鄔光亜、×鍾文靖）
- LG杯世界棋王戦 2021年ベスト16
- アジアインドア・マーシャルアーツゲームズ 2013年団体戦準優勝、男子個人戦3位
- 天府杯世界囲碁プロ選手権戦 2018年ベスト8
- 農心辛ラーメン杯世界囲碁最強戦
  - 2011年（13回） 4-1（○安国鉉、○羽根直樹、○姜儒澤、○結城聡、×金志錫）
  - 2012年（14回） 3-1（○高尾紳路、○李東勲、○伊田篤史、×李浩範）
  - 2014年（15回） 1-1（○金志錫、×朴廷桓）
- 招商地産杯中韓囲棋団体対抗戦
  - 2013年 2-0（○朴廷桓、○金昇宰）
- 国手山脈杯国際囲棋戦団体対抗戦 2014年 1-2（1-1 姜東潤、×朴廷桓）

国内棋戦
- 竜星戦 準優勝 2015年
- 西南王戦 準優勝 2017年
- 全国智力運動会
  - 2011年団体戦4位（北京チーム）
  - 2015年男子団体戦優勝（湖北チーム）、混合ペア戦準優勝（魯佳とペア）
  - 2023年混合ペア戦準優勝（方若曦とペア）
- 宏達杯全国囲碁星鋭最強戦 2013年6位
- 中国囲棋名人廈門招待戦 2014年 1-2（×邱峻、○常昊、×江維傑）
- 中国囲棋甲級リーグ戦
  - 2005年（貴州衛視）2-1
  - 2006年（貴州衛視）
  - 2007年乙級（蕭山明仕棋院）
  - 2008年（河北金環鋼構）5-14
  - 2009年乙級（北京聶道場）6-1
  - 2010年（安徽寧国市政）13-9
  - 2011年（安徽寧国市政）13-9
  - 2012年（安徽寧国市政）8-14
  - 2013年乙級（寧国市政）5-2
  - 2014年（湖北洪湖三民）13-9（主将最多勝）
  - 2015年（武漢三民）12-10
  - 2016年（重慶地産）9-11
  - 2017年（重慶地産）15-11
  - 2018年（重慶愛普地産）10-15
  - 2019年（浙江雲林棋禅）8-7
  - 2020年（浙江体彩）8-7
  - 2021年（浙江体彩）8-7
  - 2022年（浙江浙商証券）9-5

## 注
1. ↑  “中国围棋职业棋手檀啸与吉大学子共聚围棋沙龙”.  オリジナルの2024年3月25日時点におけるアーカイブ。 2015年10月10日閲覧。{{cite news}}:  CS1メンテナンス: 先頭の0を省略したymd形式の日付 (カテゴリ)
2. ↑  腾讯体育「世界冠军与美女主播领证 棋界添一对围棋夫妻」2017-09-27